# Annie Oliv
Annie Oliv (Jönköping, 12 de octubre de 1987) es una modelo sueca, elegida Miss Mundo Suecia 2007 el 8 de septiembre de 2007. Como ganadora de este título, obtuvo la oportunidad de representar a Suecia en Miss Mundo 2007 en Sanya, China, el 1 de diciembre de 2007. Además de clasificarse en el cuarto lugar, Annie Oliv fue elegida Reina Continental de Europa.
En el momento de la elección, Annie Oliv era estudiante de último año, y tenía un año de experiencia en la Royal Ballet School. En 2008 participó en el Melodifestivalen, concurso musical que sirve para determinar la representación sueca para el Festival de la Canción de Eurovisión.